# Episodi di Broadchurch (prima stagione)
La prima stagione della serie televisiva Broadchurch è stata trasmessa in prima visione assoluta nel Regno Unito da ITV dal 4 marzo al 22 aprile 2013.
In Italia la stagione è stata trasmessa in prima visione in chiaro da Giallo dal 28 aprile al 19 maggio 2014.
| nº | Titolo originale | Titolo italiano | Prima TV Regno Unito | Prima TV Italia |
| -- | ---------------- | --------------- | -------------------- | --------------- |
| 1  | Episode 1        | Episodio 1      | 4 marzo 2013         | 28 aprile 2014  |
| 2  | Episode 2        | Episodio 2      | 11 marzo 2013        | 28 aprile 2014  |
| 3  | Episode 3        | Episodio 3      | 18 marzo 2013        | 5 maggio 2014   |
| 4  | Episode 4        | Episodio 4      | 25 marzo 2013        | 5 maggio 2014   |
| 5  | Episode 5        | Episodio 5      | 1º aprile 2013       | 12 maggio 2014  |
| 6  | Episode 6        | Episodio 6      | 8 aprile 2013        | 12 maggio 2014  |
| 7  | Episode 7        | Episodio 7      | 15 aprile 2013       | 19 maggio 2014  |
| 8  | Episode 8        | Episodio 8      | 22 aprile 2013       | 19 maggio 2014  |

## Episodio 1

### Trama
La tranquilla cittadina balneare di Broadchurch, 15.000 abitanti sulla costa inglese, viene sconvolta dal ritrovamento sulla spiaggia del corpo di un ragazzino di 11 anni, Danny Latimer, figlio di Mark, idraulico del paese. Il caso viene affidato al nuovo ispettore capo Alec Hardy, appena trasferitosi a Broadchurch dopo il suo fallimento nel risolvere il caso di omicidio Sandbrook, evento che ne ha ridimensionato la carriera. Lo affianca nelle indagini il sergente Ellie Miller, appena rientrata in servizio dopo la seconda maternità e che ambiva al posto di ispettore capo, il cui figlio Tom era il miglior amico della vittima. Il corpo di Danny viene ritrovato sotto la scogliera, ma dai primi rilievi della scientifica sembra essere stato collocato lì di proposito, per simulare un suicidio. Beth, la madre di Danny, accortasi della sparizione del figlio, corre alla spiaggia e vede il corpo del figlio coperto da un telo, ma ne riconosce le scarpe. Chloe, sorella quindicenne di Danny, depone un peluche vicino alle transenne della polizia: il fatto è notato da Oliver Stevens, report del giornale locale Echo of Broadcurch e nipote di Ellie: Oliver pubblica su Twitter l'identità del ragazzo morto, scatenando l'ira dell'ispettore Hardy. Il tweet viene notato da Karen White, reporter del Daily Herald, che si reca a Broadchurch per seguire le indagini. Dall'analisi delle telecamere di sicurezza, Danny viene visto vagare di notte da solo con il suo skateboard, mentre Ellie si accorge che sia lo skateboard sia il cellulare del ragazzo non sono stati trovati. Tom, informato dalla madre della morte dell'amico, cancella dal suo telefono e pc una serie di messaggi di Danny.

## Episodio 2

### Trama
Le indagini proseguono. Mark afferma di esser stato al lavoro fino alle 3 del mattino per un intervento di emergenza la notte dell'omicidio, ma viene ripreso dalle telecamere di sicurezza aspettare qualcuno in un parcheggio: non riuscendo a fornire un alibi, diventa un sospettato. La moglie Beth intanto confida al reverendo Paul Coates di essere incinta. Un addetto della compagnia telefonica, Steve Connelly, riferisce alla polizia di avere il potere di sentire delle voci, secondo le quali Danny si sarebbe trovato in una barca prima di morire. Perquisendo la casa dei Latimer, viene trovata una busta di cocaina nella stanza di Chloe e 500 sterline sotto il letto di Danny. Chloe dice che la cocaina le era stata richiesta da Becca Fisher, proprietaria dell'hotel locale, cercando così di proteggere il fidanzato Dean Thomas. L'autopsia su Danny rivela intanto che la vittima è stata strangolata, probabilmente da un uomo. L'edicolante Jack Marshall, per cui Danny consegnava i giornali, informa la polizia di aver visto Danny litigare col postino alcuni giorni prima, ma questi nega l'accaduto. Perlustrando le abitazioni nella zona dell'omicidio, la polizia incontra Susan Wright, una scontrosa donna che vive in un caravan e tiene le chiavi delle villette sulla scogliera: all'interno del suo armadio, si scorge uno skateboard. In una di queste villette, la scientifica trova tracce di sangue compatibili con quello di Danny, e le impronte del padre Mark all'interno della casa.

## Episodio 3

### Trama
Mark viene convocato alla centrale di polizia, dove afferma di aver trascorso la notte dell'omicidio col suo collega Nigel, e di essersi recato tre settimane prima nella villetta dove sono state trovate le sue impronte, per riparare una tubatura. Le chiavi per accedere alla villetta le sarebbero state date da Susan, che però nega l'accaduto. Nigel prova a confermare di aver passato la serata con Mark per coprirlo, ma viene smentito. Tom viene interrogato e rivela che Danny gli aveva confidato di esser stato picchiato da Mark. Viene ispezionata la barca di Mark, sulla quale sono presenti tracce di sangue. Chloe invia un sms, pregando il destinatario di rivelare se si trovasse col padre quella notte. Becca si presenta alla stazione di polizia, affermando di aver incontrato Mark con il quale ha avuto un rapporto sessuale la notte dell'omicidio. Mark viene rilasciato. Nel frattempo Connelly incontra Beth, riportandole un messaggio di Danny secondo il quale lei conoscerebbe l'assassino. Mark non vuol dire a Beth dove si trovava quella notte, e la moglie teme possa essere il colpevole. L'incontro di Hardy con il suo vecchio medico svela che il detective soffre di gravi problemi di salute. Nottetempo, Becca incontra Mark, annunciandogli la fine della loro storia. In lontananza Beth, che ha seguito il marito, scoppia in lacrime. Al largo della costa si vede una barca in fiamme andare alla deriva.

## Episodio 4

### Trama
Sulla barca bruciata vengono trovati resti di capelli, che si scopriranno essere di Danny. Steve insiste sull'importanza delle sue informazioni, ma Hardy rivela ai Latimer il suo passato fraudolento, intimandolo a non contattare più la famiglia. Susan incontra di nascosto Nigel ricordandogli il loro mutuo legame, ma lui la respinge furiosamente. Karen ottiene un'intervista esclusiva con Beth, e i media iniziano a seguire il caso, arrivando in massa a Broadcurch e invadendo la privacy della famiglia. Oliver scopre che nel passato di Marshall c'è stata una condanna per abusi su minori, e informa la polizia. Interrogato dai detective, Coates parla della passione di Danny e Tom per i computer, ma non può fornire un alibi per la notte dell'omicidio. Maggie Radcliffe, editrice dell'Echo, trova una vecchia foto in cui Susan compare col nome di Elaine Jones. Susan si introduce di notte nella redazione, minacciando Maggie di non indagare sul suo passato. Alec, dopo una cena a casa di Ellie, sviene nel bagno dell'hotel battendo la testa. Viene portato in ospedale da Becca, alla quale chiede di non rivelare a nessuno l'episodio. Oliver chiede a Marshall del suo torbido passato: l'edicolante reagisce con veemenza, e l'episodio è notato da Nigel, che riporta a Mark l'accaduto. Marshall brucia tutte le sue fotografie di Danny e dei Giovani Marinai, il gruppo di cui è responsabile. In seguito, si presenta dai Latimer, dicendo di aver trovato il telefonino di Danny nella sacca delle consegne e giurando loro di non essere coinvolto nell'omicidio.

## Episodio 5

### Trama
Beth discute con Mark del tradimento, quindi affronta Becca con una scenata al suo hotel. Oliver scrive un articolo sul passato di Jack, che Karen fa pubblicare sull'Herald: i due hanno un rapporto sessuale. Mark conferma che il cellulare ritrovato appartiene al figlio, ma Ellie sostiene che Danny ne avesse un altro, uguale a quello di Tom. L'articolo sul passato di Jack scuote la città, e iniziano le minacce nei suoi confronti. Dean racconta a Chloe del suo passato nei Giovani Marinai, quando Jack accarezzava in maniera equivoca i ragazzi. La sorella di Ellie, Lucy Stevens, si presenta a casa sua chiedendole soldi in cambio di informazioni sull'omicidio, ma lei rifiuta. Chloe rivela al padre la sua storia con Dean. Nigel offre soldi a Susan per abbandonare la città, ma lei rifiuta. La donna avvicina poi Tom, invitandolo a casa sua per giocare col suo cane. Oliver si accorge che la barca del padre, da tempo inutilizzata, è stata rubata. Una folla inferocita cerca di aggredire Jack, ma Mark li ferma: Jack conferma di aver avuto una storia con una ragazza quasi sedicenne, per la quale ha scontato un anno di carcere e che sposò subito dopo. Il loro figlio morì all'età di sei anni per un incidente d'auto causato dalla madre, con la quale si è in seguito separato. Mark, per la sua sicurezza, consiglia a Jack di lasciare la città. Quella notte, l'abitazione di Jack viene vandalizzata, e l'uscita di altri articoli su di lui lo inducono a suicidarsi, gettandosi dalla scogliera.

## Episodio 6

### Trama
Al funerale di Marshall, il reverendo Coates si scaglia contro la cittadinanza, colpevole di aver fatto suicidare una persona innocente. Hardy nota Coates discutere intimamente con Tom, il quale poi rivela a una stupefatta Chloe che Danny non era affatto il suo migliore amico. Hardy scopre che Coates frequenta gli alcolisti anonimi, e lo interroga sul suo passato e su una vecchia accusa di molestia sui minori. Nella barca bruciata vengono trovate prove della presenza di Danny: Oliver fornisce una lista di persone che l'avevano usata, tra le quali Coates. Per questo, Hardy chiede al reverendo il suo test del DNA. Maggie intanto scopre la verità sul passato di Susan. Susan incontra Tom e gli dà lo skateboard di Danny: tornato a casa, Ellie nota lo skate, e la polizia va ad arrestare Susan, mentre Nigel ruba il suo cane. Il rev. Coates sorprende Tom mentre sta distruggendo il suo pc sul retro della sua abitazione. Dopo aver ricevuto una chiamata che segnalava un'intrusione nella villetta sulla scogliera, Ellie e Hardy si recano sul posto e scoprono un intruso: nel successivo inseguimento Hardy ha un nuovo attacco di cuore e viene condotto all'ospedale.

## Episodio 7

### Trama
Hardy rifiuta di farsi ricoverare in ospedale per continuare le indagini, mentre il suo capo gli comunica che sarà sospeso entro 24 ore per motivi di salute. Ellie intanto attraverso i mozziconi di sigarette ritrovati vicino al corpo colloca Susan sulla scena del crimine. Susan le racconta la sua storia personale e conferma di aver visto un uomo portare nottetempo sulla spiaggia il corpo di Danny e il suo skate con una barca: indica a Susan di aver riconosciuto Nigel. L'uomo viene arrestato e nel suo cortile viene ritrovato il cane di Susan. Susan rivela che Nigel è suo figlio, e teme possa essere un violento assassino come il padre. Nigel si discolpa affermando di essere andato a caccia la notte del delitto, e di aver tagliato una recinzione per rubare del carburante. L'alibi viene confermato e sia Nigel, sia Susan vengono rilasciati. Hardy intanto apprende che la chiamata con la quale era stata segnalata l'intrusione nella villetta proveniva dallo smartphone di Danny, non ancora ritrovato. L'ispettore viene poi ricattato da Oliver e Maggie, i quali minacciano di rivelare le sue precarie condizioni di salute. Concede quindi loro un'intervista esclusiva: in questo frangente confessa che la responsabile del fallimento dell'indagine Sanbrook fu la sua collega, nonché moglie, la quale smarrì una prova decisiva per il caso. Hardy tuttavia si prese la colpa, per proteggere la carriera della moglie e la figlia minorenne. Nigel intanto minaccia Susan, che lascia in fretta e furia Broadchurch. Coates consegna il computer distrutto da Tom ad Hardy, che lo fa analizzare.

## Episodio 8

### Trama
Ellie paga 1.000 sterline alla sorella Lucy, la quale le riporta che la notte dell'omicidio vide un uomo gettare un sacco contenente vestiti in un bidone della spazzatura. Dalla descrizione sembrerebbe Nigel, che viene arrestato nuovamente. Alla presenza di Joe, Hardy interroga Tom riguardo al suo pc e alla mail che si scambiava con Danny e un'altra persona ignota. Il cellulare di Danny nel frattempo viene riattivato, e questo conduce al vero killer, Joe. L'uomo a quel punto ammette di aver ucciso Danny, con il quale si incontrava di nascosto, in un impeto d'ira, in quanto il ragazzo minacciava di rivelarne il morboso attaccamento nei suoi confronti. Un flashback mostra quindi gli eventi della notte dell'omicidio. Joe afferma di aver chiamato la sera precedente la polizia dalla villetta sulla scogliera per costituirsi: tuttavia, l'inaspettata presenza di Ellie insieme ad Hardy lo aveva invece indotto a fuggire. Hardy, una volta arrestato Joe, informa Ellie: la donna, disperata, raggiunge il marito nella sala interrogatori e si scaglia contro di lui, percuotendolo. I Latimer vengono quindi informati dell'avvenuta cattura dell'assassino: Mark corrompe una guardia, e fa visita a Joe, parlandogli attraverso lo porta blindata e esprimendogli tutto in suo disprezzo; Beth invece accusa Ellie di connivenza col marito, non credendo alla sua buona fede. Alla fine, il funerale di Danny viene finalmente celebrato e una fiaccolata notturna illumina in un gesto di commemorazione tutti i paesi della costa attorno a Broadchurch.